# Cosmoclostis hemiadelpha
Cosmoclostis hemiadelpha là một loài bướm đêm thuộc họ Pterophoridae. Nó được tìm thấy ở Queensland và New Guinea.